# Imigração brasileira na Coreia do Sul
Os brasileiros na Coreia do Sul formam uma comunidade de brasileiros que consiste de imigrantes (principalmente coreanos brasileiros repatriados) e expatriados (principalmente jogadores de futebol) do Brasil. No total, são estimados em cerca de 400 ou 500 famílias de brasileiros que vivem na Coreia do Sul.

## Histórico de migração

### Brasileiros coreanos repatriados
Desde o final dos anos 1980, as situações econômicas dos brasileiros coreanos se deteriorou lentamente. Muitos coreanos bem sucedidos que acumularam riqueza suficiente abandonaram o Brasil para procurar oportunidades econômicas em outros lugares. Alguns coreanos não ricos que não conseguiram se adaptar a sociedade brasileira também não encontram um futuro promissor no Brasil. Alguns imigrantes coreanos no Brasil decidiram voltar para sua terra natal, a economia da Coreia do Sul passou a crescer muito mais rápido do que a do Brasil desde os anos 1980. Os primeiros imigrantes coreanos que migraram como unidades familiares mantiveram fortes características étnicas. Assim, eles foram capazes de se adaptar à sociedade coreana de forma relativamente fácil quando eles voltaram para a Coreia.
Jovens brasileiros coreanos que concluíram o ensino básico sul-coreano na Coreia do Sul antes de se mudar para o Brasil também não encontraram qualquer dificuldade em manter sua identidade coreana, enquanto viviam no Brasil, graças à flexibilidade das relações étnicas brasileiras. No entanto, brasileiros coreanos da segunda geração não desenvolveram identidades étnicas claras no Brasil e tiveram muitas dificuldades para se integrarem na sociedade coreana.
De acordo com estatísticas do Ministério da Justiça da Coreia do Sul, em 2009, um total de 77 brasileiros entraram no país com vistos no exterior coreano.

### Expatriados
Jogadores de futebol brasileiros expatriados se mudaram para a Coreia do Sul para jogar na K League, única liga de futebol totalmente profissional do país. No início da K League, em 1983, apenas dois jogadores brasileiros foram jogar no país. A partir dos anos 2000, futebolistas brasileiros tornaram-se prioridades da K League com jogadores como André Luiz Tavares, João Soares da Mota Neto, Nádson Rodrigues de Souza, Adilson dos Santos, e Eduardo Gonçalves de Oliveira.
Alguns estudantes brasileiros também foram premiados com bolsas de estudo por empresas como a Hyundai ou entidades públicas como o Instituto Nacional da Coreia do Sul para o Desenvolvimento Internacional da Educação para estudar em universidades na Coreia do Sul. Segundo estatísticas do Ministério da Justiça, em 2009, um total de 34 brasileiros entraram na Coreia do Sul com vistos de aluno.

## Cultura
A cultura brasileira também está presente na Coreia do Sul. A Embaixada do Brasil em Seul realizou uma série de eventos culturais em 2009, como shows de música e festival de cinema brasileiro para marcar o 50º aniversário do estabelecimento das relações diplomáticas entre a Coreia do Sul e o Brasil, bem como em maio de 2012 com um Programa Cultural Brasileiro intitulado "Seoul of Brazil", um evento de três dias que marcou o 50º aniversário da imigração coreana para o Brasil.